# 5-я парашютная дивизия (вермахт)
5-я парашютная дивизия (нем. 5. Fallschirm-Jäger-Division) — являлась боевым соединением Люфтваффе. Дивизия была создана в марте 1944 года во Франции.

## Боевой путь дивизии
С марта 1944 года — формировалась во Франции (в районе Реймса).
С июня 1944 года — бои в Нормандии против высадившихся американо-британских войск (районе Сен-Ло, Авранш, Мортен). Осенью 1944 — отступила в Германию. В декабре 1944 — участвовала в Арденнском наступлении.
В 1945 году — бои на территории Германии (в районе Айфеля). В апреле 1945 — уничтожена американскими войсками в Рурском котле.

## Состав дивизии
- 13-й парашютный полк (Fallschirm-Jäger-Regiment 13)
- 14-й парашютный полк (Fallschirm-Jäger-Regiment 14)
- 15-й парашютный полк (Fallschirm-Jäger-Regiment 15)
- 5-й артиллерийский полк (Fallschirm-Artillerie-Regiment 5)
- 5-й противотанковый батальон (Fallschirm-Panzer-Jäger-Abteilung 5)
- 5-й минометный батальон (Fallschirm-Granatwerfer-Bataillon 5)
- 5-й зенитный батальон (Fallschirm-Flak-Abteilung 5)
- 5-й сапёрный батальон (Fallschirm-Pionier-Bataillon 5)
- 5-й батальон связи (Fallschirm-Luftnachrichten-Abteilung 5)
- 5-й запасный батальон (Fallschirm-Feldersatz-Bataillon 5)
- 5-й санитарный батальон (Fallschirm-Sanitäts-Bataillon 5)

## Командиры дивизии
- 1 апреля 1944 — 15 октября 1944 — генерал-лейтенант Густав Вильке (Gustav Wilke)
- 15 октября 1944 — 21 марта 1945 — генерал-майор Людвиг Хайльман (Sebastian Ludwig Heilmann)
- 21 марта 1945 — апрель 1945 — полковник Курт Грёшке (Kurt Gröschke)